# Göran Hägglund

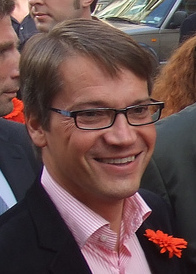
Göran Hägglund (2006)

Göran Hägglund (* 27. Januar 1959 in Degerfors) ist ein schwedischer Politiker, ehemaliger Parteivorsitzender der Kristdemokraterna und ehemaliger Minister für Gesundheit und Soziales in der Regierung unter Ministerpräsident Fredrik Reinfeldt.
Hägglund begann seine politische Karriere in der christdemokratischen Jugendorganisation. Seit 1978 war er hauptamtlich als Ombudsmann der christdemokratischen Partei tätig. 1982 wurde er in den Gemeinderat von Jönköping gewählt und blieb dort eine Periode bis 1986. Nach der Reichstagswahl 1985 wurde er parlamentarischer Sekretär der Christdemokraten, die mit Alf Svensson einen Abgeordneten stellten.
1988 beendete er seine Tätigkeit und arbeitete für ein Versicherungsunternehmen, bis er bei der Wahl 1991 in den Reichstag gewählt wurde. Im Reichstag war er von 1991 bis 2002 Fraktionsvorsitzender der Christdemokraten, 2003 wurde er zum zweiten stellvertretenden Vorsitzenden der Partei gewählt. Hägglund wurde lange als Wunschnachfolger des langjährigen Parteichefs Svensson gehandelt. Nach dem Rücktritt Svenssons 2004 hatte er jedoch mit der stellvertretenden Parteivorsitzenden Maria Larsson und dem ehemaligen Kommunikationsminister Mats Odell zwei starke Gegenkandidaten, die auf größere Unterstützung der Parteiorganisation zählen konnten. Beide zogen ihre Bewerbung allerdings zurück, so dass Hägglund am 3. April 2004 ohne Gegenkandidaten zum neuen Vorsitzenden gewählt wurde.
Mit dem gemeinsamen Wahlbündnis Allianz für Schweden gewann das bürgerliche Lager unter der Führung Fredrik Reinfeldts die Wahl 2006. Hägglund wurde am 6. Oktober 2006 zum Minister für Gesundheit und Soziales ernannt. Dieses Amt hatte er bis zum Regierungswechsel nach der Wahl 2014 inne.
Im Januar 2015 kündigte Hägglund seinen Rücktritt als Parteivorsitzender an, um eine Erneuerung der Partei zu ermöglichen. Am 25. April 2015 wählte der Parteitag der Christdemokraten Ebba Busch zur neuen Vorsitzenden.
Hägglund wuchs in der Pfingstbewegung auf, ist aber heute Mitglied der Schwedischen Kirche. Er ist verheiratet und hat zwei Kinder.